# 岡南大橋
岡南大橋（こうなんおおはし）は、岡山県道45号岡山玉野線の支線で、岡山県岡山市を流れる旭川の最も下流に架かる橋である。中区の新岡南地区と南区の岡南地区を結ぶ。

## 概要
かつては岡山県道路公社が管理する一般有料道路であり、2022年（平成34年）9月を料金徴収期限としていたが、周辺地域の利便性・活性化の観点から2006年（平成18年）4月1日に無料化された。岡山西バイパスと共に、整備中の地域高規格道路岡山環状道路の一部区間としての役割を担う。
なお、この道路と水島玉島産業有料道路（水玉ブリッジライン）が無料開放されたのに伴い、岡山県道路公社は、同日に解散した愛媛県道路公社と並んで初の地方道路公社の解散となった。

## 路線データ
- 起点：岡山県岡山市中区江並
- 終点：岡山県岡山市南区海岸通一丁目
- 延長：960m
- 車線数：2車線（将来は4車線となる予定）
- 制限速度：60km/h
- 総事業費：146億円

（旧岡山県道路公社サイトより）

## 沿革
- 1971年（昭和46年） - 岡山県道路公社が発足。
- 1989年（平成元年）8月 - 工事着手。
- 1992年（平成4年）9月30日 - 岡山県道路公社管理の有料道路（道路種別は岡山県道45号岡山玉野線）として供用開始[2]。
- 2006年（平成18年）
  - 3月31日 - 岡山県道路公社解散。
  - 4月1日 - 無料開放[1][2]。

## 有料当時の通行料金
- 普通車 200円
- 大型車I 800円
- 大型車II 700円
- 軽自動車等 150円
- 軽車両等 20円

回数券（プリペイドカード）も発行されていた（11回・60回・100回）。
（旧岡山県道路公社サイトより）

## 主な構造物
- 岡南大橋（延長470m）

## 備考
- 無料開放後以降の交通量はかなり増大しており、岡山県の交通量調査（7時 - 19時）によると2005年（平成17年）10月4日は3159台であったのが、無料開放直後の2006年（平成18年）4月4日には9643台と急増した。このためラッシュ時には1km以上の渋滞が発生していたが、信号の制御時間調整等を実施したため現在は200m程度に短縮されている[3]。

## 周辺
- 岡山港・新岡山港
- 天満屋ハピータウン
- クラレ
- ヤンマーアグリ
- DOWAホールディングス